# Gueutteville-les-Grès
Gueutteville-les-Grès est une commune française située dans le département de la Seine-Maritime en région Normandie.

## Géographie

### Localisation
|             | Manneville-ès-Plains  | Blosseville |
| Cailleville | Gueutteville-les-Grès |             |
| Pleine-Sève | Le Mesnil-Durdent     | Angiens     |

### Hydrographie
La commune est située dans le bassin Seine-Normandie. Elle n'est drainée par aucun cours d'eau,.

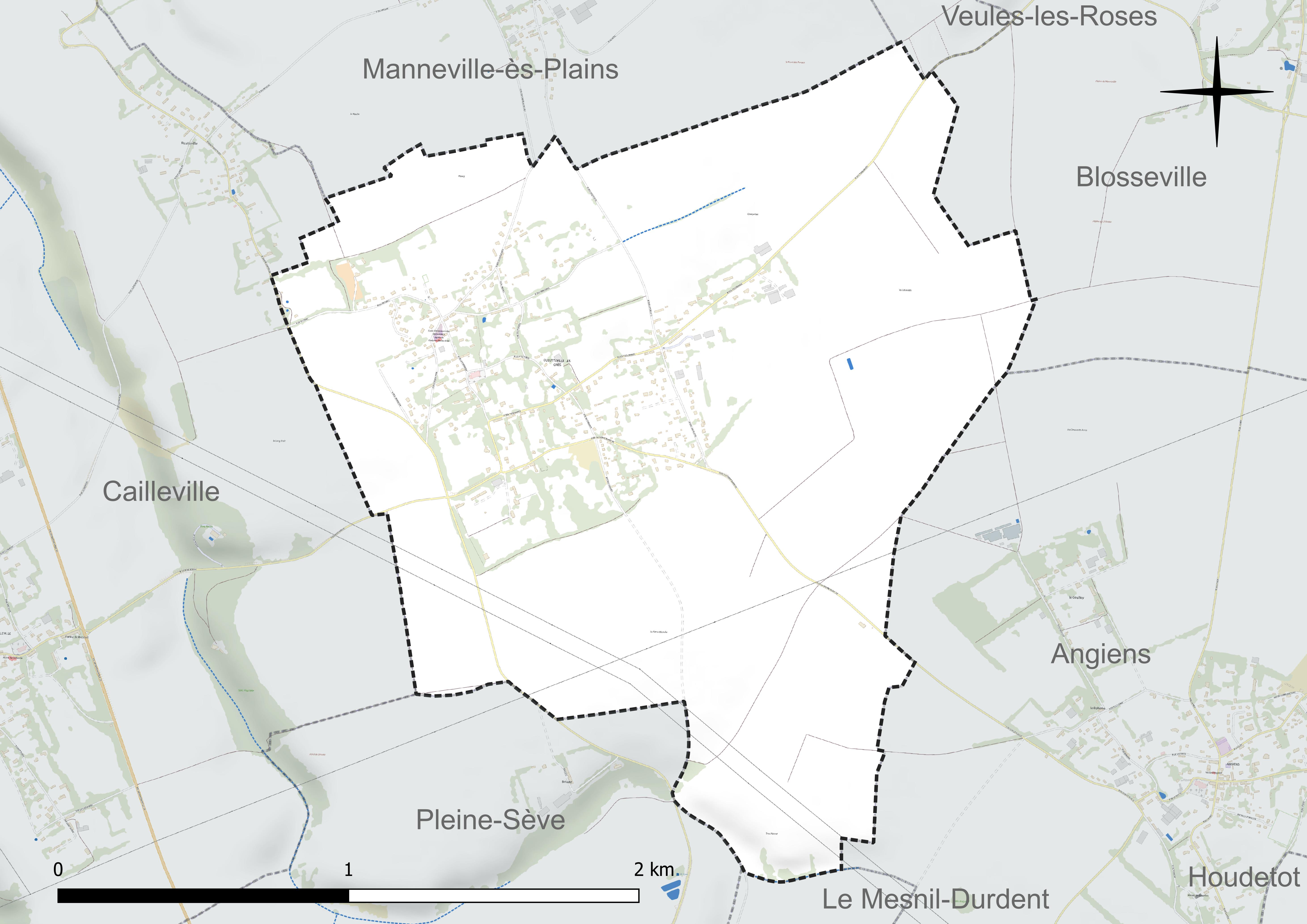
Réseau hydrographique de Gueutteville-les-Grès.

### Climat
Pour des articles plus généraux, voir Climat de la Normandie et Climat de la Seine-Maritime.
En 2010, le climat de la commune est de type climat océanique franc, selon une étude du CNRS s'appuyant sur une série de données couvrant la période 1971-2000. En 2020, Météo-France publie une typologie des climats de la France métropolitaine dans laquelle la commune est exposée à un climat océanique et est dans la région climatique Côtes de la Manche orientale, caractérisée par un faible ensoleillement (1 550 h/an) ; forte humidité de l’air (plus de 20 h/jour avec humidité relative > 80 % en hiver), vents forts fréquents. Parallèlement le GIEC normand, un groupe régional d’experts sur le climat, différencie quant à lui, dans une étude de 2020, trois grands types de climats pour la région Normandie, nuancés à une échelle plus fine par les facteurs géographiques locaux. La commune est, selon ce zonage, exposée à un « climat maritime », correspondant au Pays de Caux, frais, humide et pluvieux, légèrement plus frais que dans le Cotentin.
Pour la période 1971-2000, la température annuelle moyenne est de 10,5 °C, avec une amplitude thermique annuelle de 13 °C. Le cumul annuel moyen de précipitations est de 921 mm, avec 13,3 jours de précipitations en janvier et 8,8 jours en juillet. Pour la période 1991-2020, la température moyenne annuelle observée sur la station météorologique la plus proche, située sur la commune d'Ectot-lès-Baons à 22 km à vol d'oiseau, est de 10,8 °C et le cumul annuel moyen de précipitations est de 905,5 mm,. Pour l'avenir, les paramètres climatiques de la commune estimés pour 2050 selon différents scénarios d’émission de gaz à effet de serre sont consultables sur un site dédié publié par Météo-France en novembre 2022.

## Urbanisme

### Typologie
Au 1er janvier 2024, Gueutteville-les-Grès est catégorisée commune rurale à habitat dispersé, selon la nouvelle grille communale de densité à sept niveaux définie par l'Insee en 2022.
Elle est située hors unité urbaine. Par ailleurs la commune fait partie de l'aire d'attraction de Saint-Valery-en-Caux, dont elle est une commune de la couronne,. Cette aire, qui regroupe 17 communes, est catégorisée dans les aires de moins de 50 000 habitants,.

### Occupation des sols
L'occupation des sols de la commune, telle qu'elle ressort de la base de données européenne d’occupation biophysique des sols Corine Land Cover (CLC), est marquée par l'importance des territoires agricoles (84,5 % en 2018), en diminution par rapport à 1990 (91,4 %). La répartition détaillée en 2018 est la suivante : 
terres arables (78,7 %), zones urbanisées (15,5 %), prairies (5,9 %). L'évolution de l’occupation des sols de la commune et de ses infrastructures peut être observée sur les différentes représentations cartographiques du territoire : la carte de Cassini (XVIIIe siècle), la carte d'état-major (1820-1866) et les cartes ou photos aériennes de l'IGN pour la période actuelle (1950 à aujourd'hui).

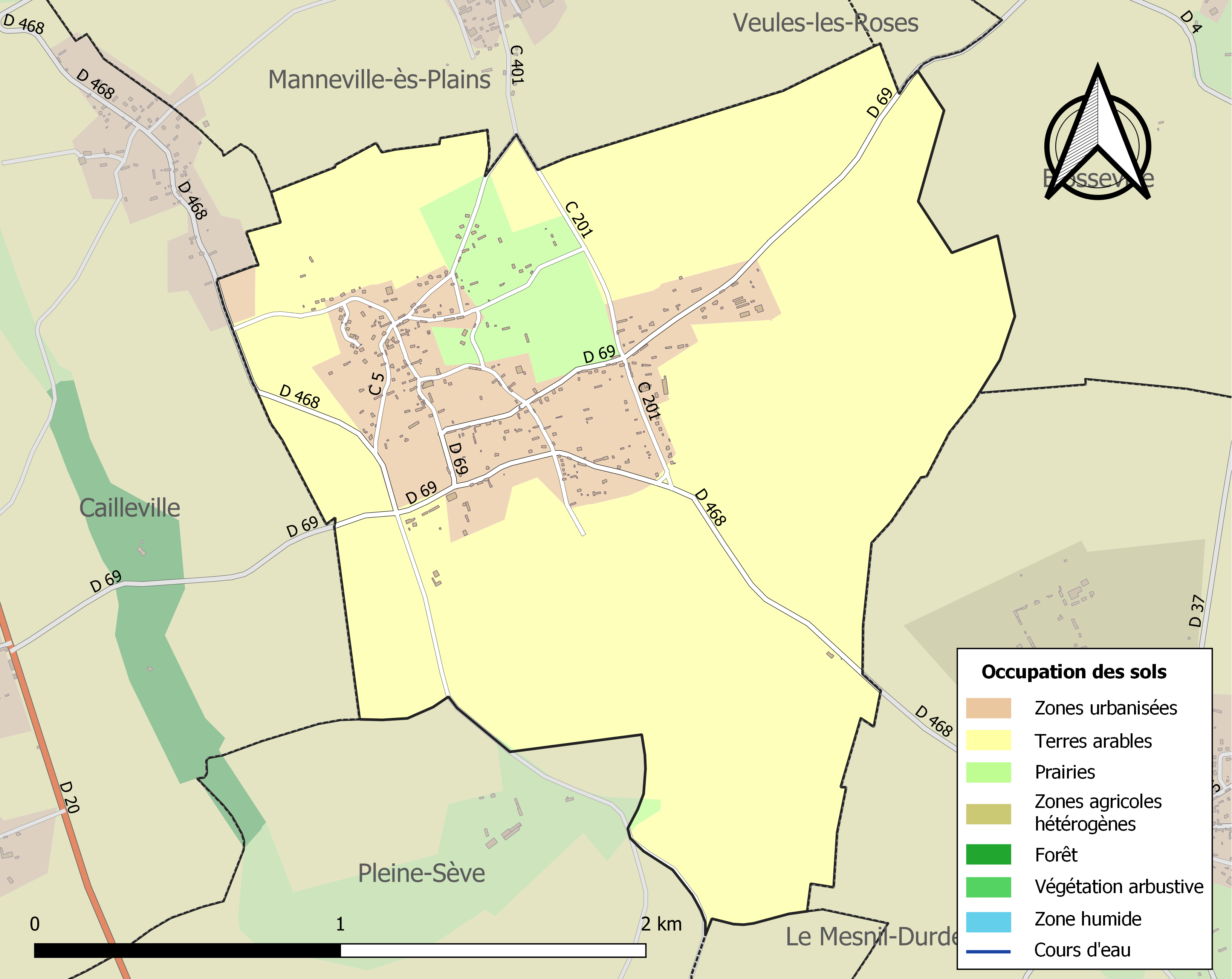
Carte des infrastructures et de l'occupation des sols de la commune en 2018 (CLC).

## Toponymie
Le nom de la localité est attesté sous les formes Gutta vilia, Gutta villa et Guttavilla en 1035, Guttis villæ et Guttisvillæ entre 1068 et 1076.
Grès : complément attesté dès 1282 et témoin d'une activité industrielle.

## Histoire
Une charte de 1035 mentionne que la puissante famille d'Estouteville possède déjà à cette date la terre de Gueurteville et qu'elle a fait don de son église aux religieuses de Monvillier.
Le registre des fiefs du bailliage de Caux de 1503 fait état de plusieurs fiefs nobles sur la paroisse de Gueutteville.
Les Cartenet fondeurs de cloches lorrains itinérants se sont installés à Gueutteville-les-Grès en 1829. Deux frères Cartenet ayant trouvé âmes sœurs, se sont mariés cette même année, à un mois de distance dans la commune de Gueutteville, ils ont fixé définitivement leur atelier en ce lieu. La fonderie de Gueutteville a été active jusqu'à la fin du XIXe siècle. Un nombre très important de cloches pour des églises de Seine-Maritime est sorti de cette fonderie qui était pourtant un établissement de taille très modeste.
Jusqu'à la fin du XIXe siècle, Gueutteville allie aux activités traditionnelles de l'agriculture, de l'élevage et du tissage, l'extraction de grès dont son sous-sol est particulièrement riche.

## Politique et administration
| Période                                  | Période                    | Identité            | Étiquette | Qualité                        |
| ---------------------------------------- | -------------------------- | ------------------- | --------- | ------------------------------ |
| Les données manquantes sont à compléter. |                            |                     |           |                                |
| juin 1995                                | mars 2008                  | Jean-Luc Castellani |           |                                |
| mars 2008                                | En cours (au 10 août 2020) | David Lambion       |           | Réélu pour le mandat 2020-2026 |

## Démographie
L'évolution du nombre d'habitants est connue à travers les recensements de la population effectués dans la commune depuis 1793. Pour les communes de moins de 10 000 habitants, une enquête de recensement portant sur toute la population est réalisée tous les cinq ans, les populations de référence des années intermédiaires étant quant à elles estimées par interpolation ou extrapolation. Pour la commune, le premier recensement exhaustif entrant dans le cadre du nouveau dispositif a été réalisé en 2006.

En 2022, la commune comptait 364 habitants, en évolution de −0,82 % par rapport à 2016 (Seine-Maritime : +0,35 %, France hors Mayotte : +2,11 %).
| 1793 | 1800 | 1806 | 1821 | 1831 | 1836 | 1841 | 1846 | 1851 |
| ---- | ---- | ---- | ---- | ---- | ---- | ---- | ---- | ---- |
| 700  | 764  | 750  | 788  | 834  | 845  | 848  | 837  | 748  |

| 1856 | 1861 | 1866 | 1872 | 1876 | 1881 | 1886 | 1891 | 1896 |
| ---- | ---- | ---- | ---- | ---- | ---- | ---- | ---- | ---- |
| 733  | 720  | 720  | 655  | 658  | 543  | 578  | 562  | 549  |

| 1901 | 1906 | 1911 | 1921 | 1926 | 1931 | 1936 | 1946 | 1954 |
| ---- | ---- | ---- | ---- | ---- | ---- | ---- | ---- | ---- |
| 520  | 480  | 503  | 381  | 364  | 319  | 334  | 321  | 385  |

| 1962 | 1968 | 1975 | 1982 | 1990 | 1999 | 2006 | 2011 | 2016 |
| ---- | ---- | ---- | ---- | ---- | ---- | ---- | ---- | ---- |
| 346  | 319  | 288  | 300  | 332  | 302  | 338  | 360  | 367  |

| 2021 | 2022 | - | - | - | - | - | - | - |
| ---- | ---- | - | - | - | - | - | - | - |
| 368  | 364  | - | - | - | - | - | - | - |

## Culture locale et patrimoine

### Lieux et monuments
Église Saint-Samson.

### Héraldique
Le blason communal est inauguré le 1er décembre 2007.
| Armes de Gueutteville-les-Grès | Les armes de la commune de Gueutteville-les-Grès se blasonnent ainsi : de gueules à la crosse d’or et au marteau de carrier du même passés en sautoir, accompagnés en chef et en pointe de deux flanchis et aux flancs de deux cloches le tout d’argent. |